# 北五城郡
北五城郡，中国南北朝时设置的郡。
东魏兴和二年（540年）侨置北五城郡，寄治平阳郡界，隶属于晋州。下辖平昌县、石城县、北平昌县。辖境相当今山西省临汾市境内。北齐沿置，北周灭北齐，废北五城郡。